# كوه سفيد (غوهران)
کوه سفید (بالفارسية: کوه سفید) هي قرية تقع في إيران في هرمزغان. يقدر عدد سكانها بـ 16 نسمة بحسب إحصاء 2016.